# 愛媛県の市町村歌一覧
愛媛県の市町村歌一覧（えひめけんのしちょうそんかいちらん）は、日本の愛媛県に属する市町村で制定されている、もしくは過去に制定されていた市町村歌などの自治体歌やそれに準じた楽曲の一覧である。なお、一覧の順序は全国地方公共団体コード順による。

## 概説
愛媛県の都市は松山市と新居浜市を除き平成の大合併による新設合併を経て成立した市が大半であるが、それらの市でも比較的早期に新市歌の制定やイメージソングの選定が行われる傾向が見られる。ただし、旧市の市歌を慣例的に引き継いでいる今治市や合併協議会で旧市町の「地域の歌」を個別に存続する旨を申し合わせた宇和島市など、それらの傾向に当てはまらない事例も確認される。
町部では平成の大合併による新設合併で成立した町を含めて全町で町歌ないしイメージソング、町民音頭が存在する。

## 市部
松山市
- 松山市の歌[1] - 1979年（昭和54年）制定

作詞：大野志津根 作曲：芥川也寸志
市制90周年記念。
今治市
- 今治市民の歌[2]

作詞：竹田正夫 作曲：松本秀喜
新設合併前の（旧）今治市が制定した2代目の市歌である。今治市及び越智郡11か町村合併協議会では市歌の制定に関する取り決めは特に実施されなかったため現在の地位は不明確であるが、引き続き演奏されている。
宇和島市
- 若い宇和島 - 1950年（昭和25年）11月制定

作詞：松影マサ子 作曲：西山道貞
市制30周年記念。
- GAIYA ON THE ROAD[3] - 1988年（昭和63年）制定

作詞・作曲：宇崎竜童
新設合併以前の（旧）宇和島市で毎年7月に開催される「うわじまガイヤカーニバル」のテーマ曲として作成された。宇和島市･吉田町･三間町･津島町合併協議会では合併後の市歌に関しては合併協議会で「合併後必要に応じ制作する」としながらも、旧市町が制定した楽曲に関しては存続させる旨の申し合わせが行われている。
八幡浜市
- （不明）

八幡浜市・保内町合併協議会では、市歌の制定に関する取り決めは特に実施されなかった。
新居浜市
- 新居浜市歌[5] - 1947年（昭和22年）11月3日制定

作詞：花田豊 作曲：貫名美名彦
市制10周年記念。翌年制定の『新潟県民歌』と歌詞が酷似しており、同一人物が別名義で作詞した可能性が指摘されている。
西条市
- 西条市愛唱歌「石鎚山(いしづちさん)」 - 2019年3月19日に完成記念イベントを実施。

作詞・作曲：新井満
- 新設合併前の（旧）西条市では市民音頭「西条まつりばやし」のみが定められていた[7]。市歌については、西条市・東予市・丹原町・小松町合併協議会の申し合わせで「合併後必要に応じて定める」とされており[7]、未制定。

大洲市
- 100年後僕らは…大洲より[8] - 2015年（平成27年）1月11日制定

作詞：濱田毅 補作・作曲：たきのえいじ 編曲：石倉重信
新設合併10周年記念。
伊予市
- 潮風のシンフォニー

四国中央市
- 未来へ続くまち - 2003年（平成15年）制定

作詞・作曲：南こうせつ
市イメージソング。
西予市
- いつの日も[9] - 2014年（平成26年）制定

作詞：竹ノ内百合香 作曲：壱定護
合併10周年記念。
東温市
- My sweet hometown 東温[10] - 2006年（平成18年）4月1日制定

作詞：小倉竜児 補作：叶央介 作曲：原順子 編曲：筒井唱仁・kenjiro

## 町部
越智郡上島町
- 上島町のうた[11]

作曲：葉加瀬太郎
上浮穴郡久万高原町
- 久万高原町歌

伊予郡松前町
- まさき音頭[12]

作詞：日野菅夫 作曲：横山太郎
伊予郡砥部町
- 砥部小唄 - 1998年（平成10年）制定[13]

広田村との新設合併前の（旧）砥部町の町歌である。町民音頭「翔べ砥部音頭」他4曲と一括で「砥部の歌」として制定され、合併協議会で「町の歌については、合併後必要に応じて制作する。旧町村の歌はそのまま存続するものとする」との申し合わせが行われたことにより存続している。
喜多郡内子町
- うちのこころ[15] - 2013年（平成25年）発表

作詞・作曲・編曲：Sing-O
西宇和郡伊方町
- 伊方讃歌 - 1995年（平成7年）制定

作詞：星野哲郎 作曲：船村徹
新設合併前の（旧）伊方町の町制40周年を記念して制定された。伊方町・瀬戸町・三崎町合併協議会では町歌の制定に関する取り決めは特に実施されていないため現在の地位は不明確であるが、鳥羽一郎が歌唱するネームバリューの高さもあり合併後も旧町域を中心に引き続き演奏されている。
北宇和郡松野町
- 松野音頭[16]

作詞：岡政市 作曲：和田香苗
北宇和郡鬼北町
- きほくのうた[17]

作詞・作曲：吉之助
南宇和郡愛南町
- きっと、ずっと（愛南町町民歌）

作詞：三好涼子 作曲：土居俊一
- 愛南音頭

作詞：髙橋強 作曲：弦哲也

## 廃止された市町村歌
北条市
- 北条市歌

今治市
- 今治市歌[2] - 1921年（大正10年）制定

作詞：田窪八束
初代の市歌である。
伊予市
- 市民讃歌 - 1995年（平成7年）制定[18]

川之江市
- 川之江市民の歌 - 1994年（平成6年）11月1日制定[19]